# Льюис, Дамарис
Дамарис Льюис (англ. Damaris Lewis; род. 10 октября 1990, Бруклин, Нью-Йорк) — американская актриса кино и телевидения, модель. Во время своей модельной карьеры она появлялась в выпусках Sports Illustrated Swimsuit Issue с 2009 по 2011 год. Она сыграла роль Блэкфайр (Blackfire) в супергеройском веб-сериале «Титаны», созданном Акивой Голдсманом, Джеффом Джонсом и Грегом Берланти на основе комиксов «Юные Титаны» издательства DC Comics.

## Биография

### Модельный бизнес
Дамарис Льюис родилась в Бруклине, Нью-Йорк. Её родители родом с острова Сент-Китс, одном из островов архипелага Наветренные острова в Карибском море. Она училась в манхэттенской школе Fiorello H. LaGuardia High School of Music & Art and Performing Arts. На втором году обучения в средней школе, она подписала контракт с Elite Model Management.
Льюис участвовала в кампаниях таких крупных брендов как Clarins, MAC Cosmetics, L’Oréal и Yves Saint Laurent. Трижды снималась в журнале Sports Illustrated Swimsuit (2009—2011). Появлялась в журналах Essences, Self, Cosmopolitan, GQ и французском Marie Claire.
Ник Джонас и Modelinia выбрали ее для съемок трехдневного полнометражного видео-интервью. Эта платформа представила ее более широкой аудитории.

### Кино и телевидение
В 2011 году Льюис сыграла в фильме «Области тьмы». Она также появилась в фильме Спайка Ли 2018 года «Черный клановец» в роли Одетты.
Она провела специальную презентацию для канала «The Africa Channel» под названием "Prince! Behind The Symbol: Music Special во время концертного тура Принса «Welcome 2».
Льюис снялась в промо-ролике, который начался с Матча всех звезд НБА 2013 года в Хьюстоне, штат Техас. В течение трех лет она была соведущей NBA Style для TNT и NBA TV. В 2016 году Льюис была одним из организаторов конкурса ESPN City Slam Dunk Competition.
В 2019 году Льюис сыграла Джазмин Винтур, члена Дома Винтур, в сериале «Поза» на канале FX. В том же году она сыграла персонажа Блэкфайр (Blackfire) во втором сезоне сериала «Титаны», а позже стала регулярным актёром в третьем сезоне.

### Танцовщица
Музыкант Принс нанял Льюис в качестве танцовщицы для своего тура Welcome 2 Australia 2012 с группой The New Power Generation. Летом 2013 года Льюис отправилась в Швейцарию, чтобы выступить с группой Принса на джазовом фестивале в Монтрё. Льюис входила в состав его группы вплоть до его смерти в апреле 2016 года.

## Фильмография
| Год  | Заголовок                    | Роль             | Примечания |
| ---- | ---------------------------- | ---------------- | ---------- |
| 2011 | Области тьмы                 | Красивая женщина |            |
| 2013 | The Tale of Timmy Two Chains | Лорен            |            |
| 2014 | Послушай, Филип              | Модель # 1       |            |
| 2014 | Любовь не по сценарию        | Майя             |            |
| 2017 | Brave, Visions для Moncler   |                  |            |
| 2018 | Чёрный клановец              | Одетта           |            |
| 2019 | Увидимся вчера               | Кэндис           |            |
| 2020 | Опасный соблазн              | Трэйси           |            |
| 2024 | Королева ринга               | Бабс Винго       |            |